# Baptisten im Nordwesten
Baptisten im Nordwesten ist seit dem 9. April 2005 der offizielle Name des Landesverbandes Nordwestdeutschland des Bundes Evangelisch-Freikirchlicher Gemeinden in Deutschland. Geographisch umfasst dieser regionale Zusammenschluss Bremen, das nordwestliche Niedersachsen mit den Landkreisen Rotenburg, Verden, Nienburg/Weser, Diepholz, dem Osnabrücker Land, dem Emsland sowie Ostfriesland und das ehemalige Land Oldenburg.

## Geschichte

Baptistenprediger der Nordwestdeutschen Vereinigung um 1860

Die Wurzeln der Baptisten im Nordwesten reichen in die Anfänge des deutschen Baptismus zurück. Johann Gerhard Oncken, der Begründer der deutschen und kontinentaleuropäischen Baptisten legte durch seine zahlreichen Besuche in Ostfriesland, Oldenburg und Bremen den Grundstein für die ersten Gemeindegründungen in diesem Raum. Älteste Gemeinde der Region ist die – so ihr heutiger Name – Evangelisch-Freikirchliche Gemeinde Oldenburg. Sie wurde bereits 1837 gegründet. Ihr folgten  die Gemeinden Jever (1840), Bremen (1845) und Ihren (1846). Bremen, Jever und Ihren entwickelten sich in der Folgezeit zum Ausgangspunkt vieler weiterer Gemeindegründungen. Ihre Pioniere waren Johann Ludwig Hinrichs, Johann Friedrich Oncken, Wilhelm Haupt und Pieter de Neui. Bis 1905 gehörten die Baptisten im Nordwesten zur sogenannten Nordwestdeutschen Vereinigung des deutschen Baptistenbundes. Die Jährliche Konferenz dieser Vereinigung beschloss 1906 in Oldenburg die Aufteilung in zwei selbständige Regionalverbände. Diesem Beschluss folgte die Konstituierung. Die 17 Gemeinden des nordöstlichen Vereinigungsgebietes nannten sich fortan Norddeutsche Vereinigung, die 16 Gemeinden der heutigen Baptisten im Nordwesten behielten bis 2005 den alten Namen bei.

## Gemeinden und Statistik
Zu den Baptisten im Nordwesten gehören 2011 43  Gemeinden und 7 Zweiggemeinden mit insgesamt ca. 6600 getauften Mitgliedern. Rechnet man die noch nicht getauften Familienangehörigen und Freunde hinzu, so muss diese Zahl in etwa verdoppelt werden. Damit hat sich die Zahl der nordwestdeutschen Baptistengemeinden in den 100 Jahren ihres Bestehens verdreifacht.
Besondere Wachstumsschübe erlebten die Baptisten im Nordwesten in den 1920er und – bedingt durch die Zuwanderung von Flüchtlingen aus den ehemaligen deutschen Ostgebieten – in den 1950er Jahren.
Auch in den beiden letzten Jahrzehnten des 20. Jahrhunderts kam es zu weiteren Gemeindegründungen: Meppen, Esens, Cloppenburg,  Lilienthal und Sedelsberg. Seit 2005 existiert eine Gemeindegründungsinitiative in Ostrhauderfehn.

## Struktur, Finanzen und Aufgaben des Landesverbandes

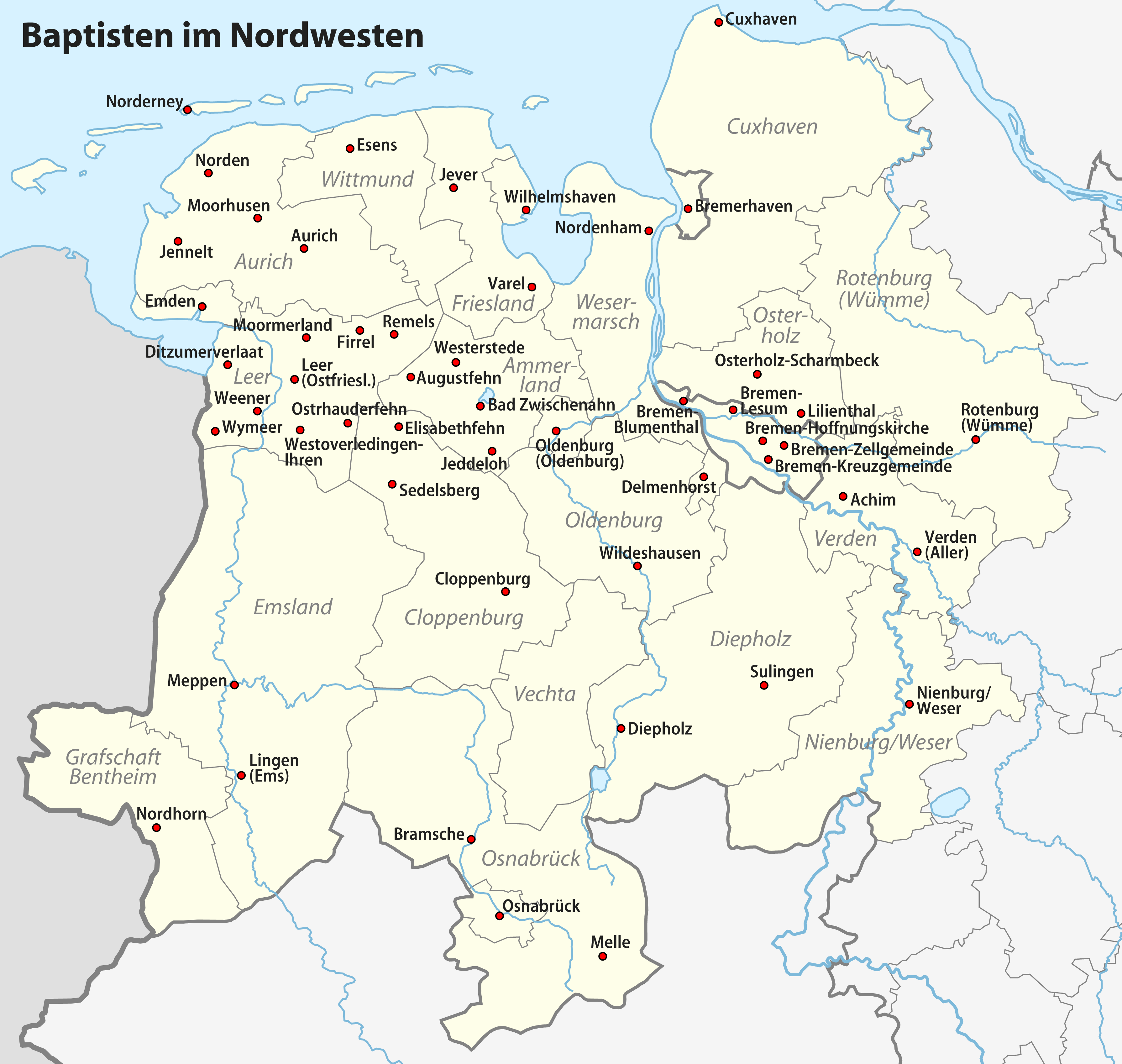
Gemeinde des Landesverbandes Baptisten im Nordwesten

Der Landesverband Baptisten im Nordwesten gliedert sich in die zwei Bezirke Oldenburg / Bremen sowie Ostfriesland / Emsland / Osnabrück. Die Bezirksversammlungen wählen jeweils die Hälfte der Verbandsleitung, die paritätisch aus Pastoren und Nichtpastoren besteht.
Die Gemeinden des Landesverbandes entsenden je nach Mitgliederstärke 2 bis 7 Abgeordnete zur jährlich stattfindenden Ratstagung, auf der über alle wesentlichen  Fragen der Vereinigung entschieden wird. Die Abgeordneten des Landesrates bestätigen die in den Bezirken gewählten Mitglieder der Leitung. Diese wiederum schlägt aus ihrer Mitte den Präses und seinen Stellvertreter zur Bestätigung vor.
Die Verbandsleitung beruft für bestimmte Aufgabengebiete Sachbearbeiter, deren Berufung ebenfalls vom Vereinigungsrat zugestimmt werden muss.
Die einzelnen Gemeinden führen pro Mitglied eine gewisse Summe (zurzeit ca. 15 Euro / Jahr) an den Landesverband ab. Aus diesen Geldern und weiteren Kollekten und Spenden wird unter anderem das Gemeindejugendwerk des Landesverbandes finanziert. Ein Baufonds unterstützt auf dem Darlehnswege Bauvorhaben in den örtlichen Gemeinden. Kleinere Gemeinden erhalten aus der Verbandskasse Zuschüsse für ihre Personalkosten. Die Mitglieder der Verbandsleitung versehen ihren Dienst ehrenamtlich und erhalten – sofern erwünscht – nur eine Aufwandsentschädigung.
Schwerpunkte der Verbandsarbeit sind unter anderem
- die überörtliche Jugendarbeit, für die ein Jugendpastor zuständig ist;
- die Mithilfe beim inneren Gemeindeaufbau sowie die Planung und Durchführung von Gemeindeneugründungen in der Region; in diesem Zusammenhang hat der Landesverband sogenannte Missionsgebiete eingerichtet – zum Beispiel Ems-Jade-Mission, Emsland-Mission, Missionsgebiet Südoldenburg;
- die Schulung von ehrenamtlichen Mitarbeitern Predigtdienst und in den unterschiedlichen Bereichen der Gemeindearbeit (Gemeindeleitung, alters- und geschlechtsspezifische Gruppen, Sonntagsschule);
- die Moderation in Konfliktsituationen

## Galerie

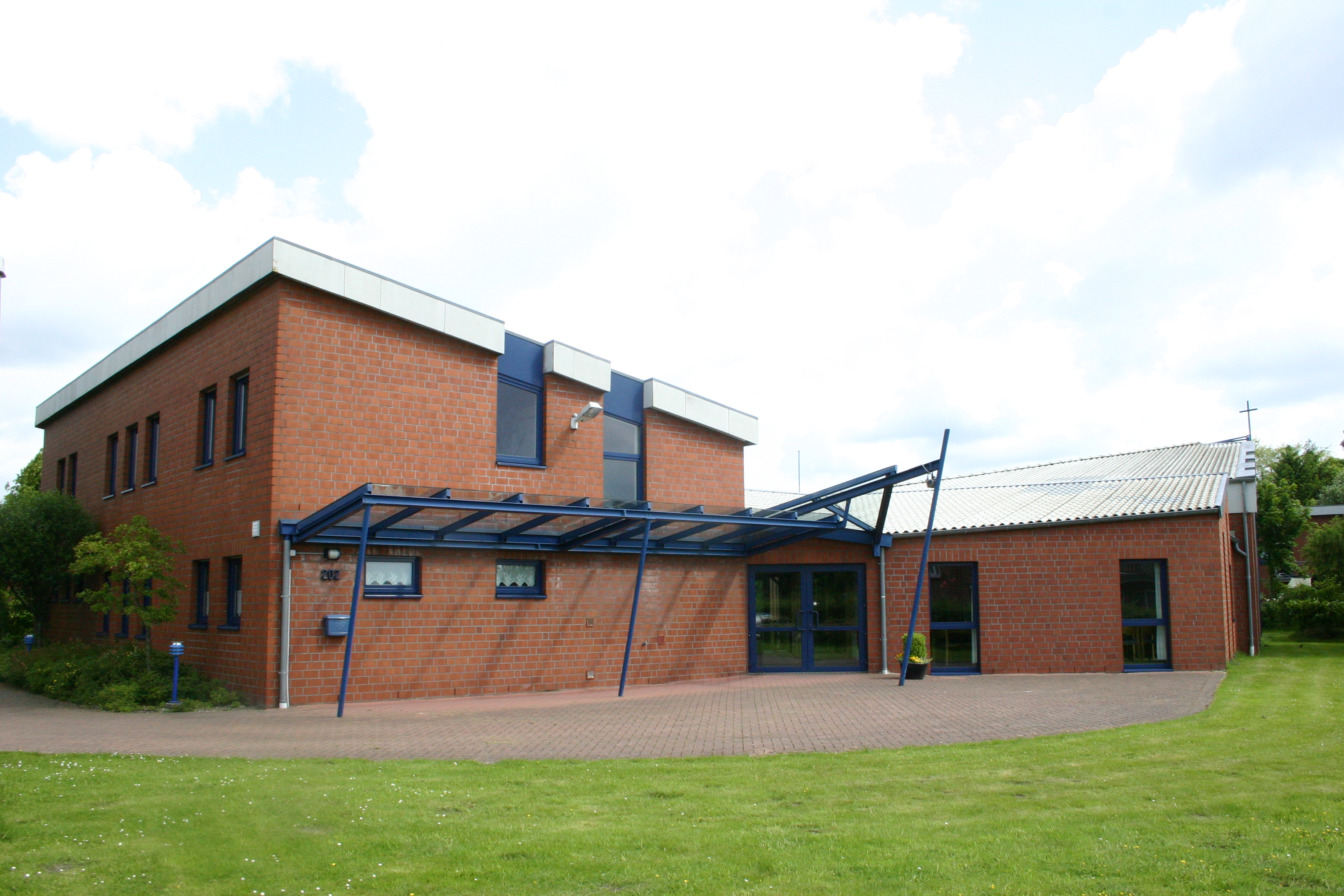
Gemeindezentrum der Baptisten in Aurich-Rahe
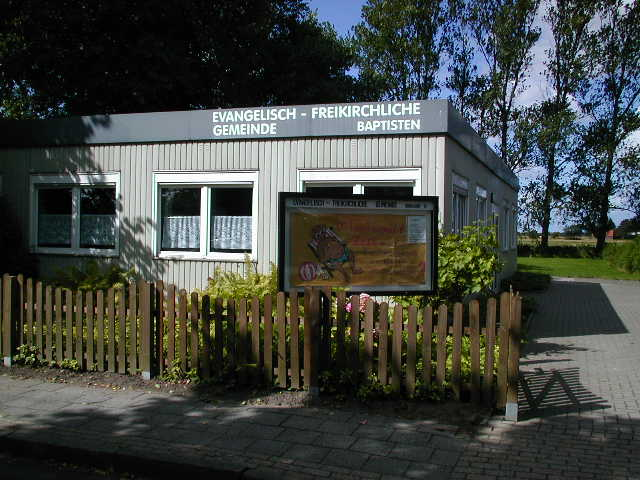
Containerkirche der Baptistengemeinde Esens
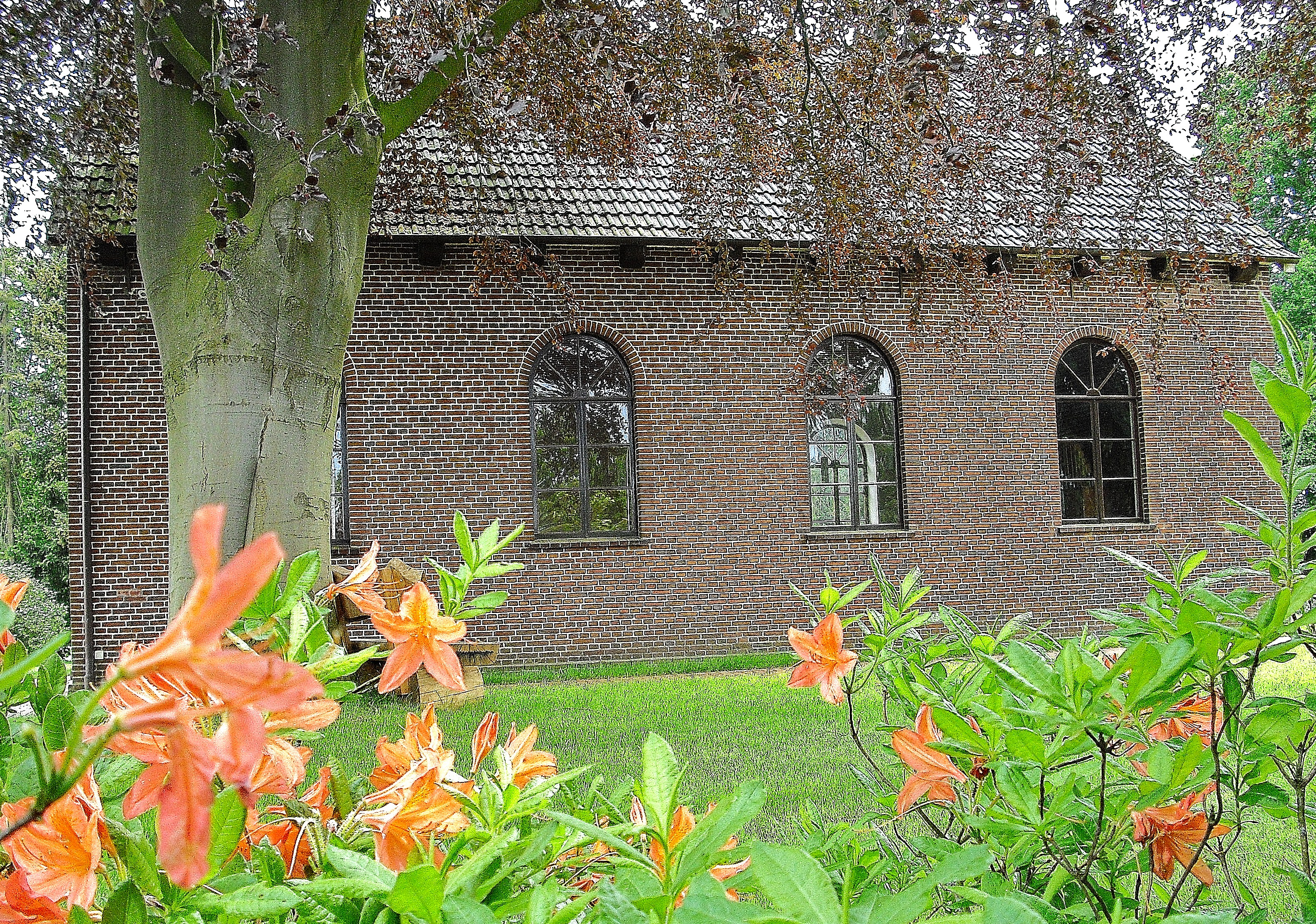
Bethaus Felde – älteste Baptistenkirche auf dem europäischen Festland
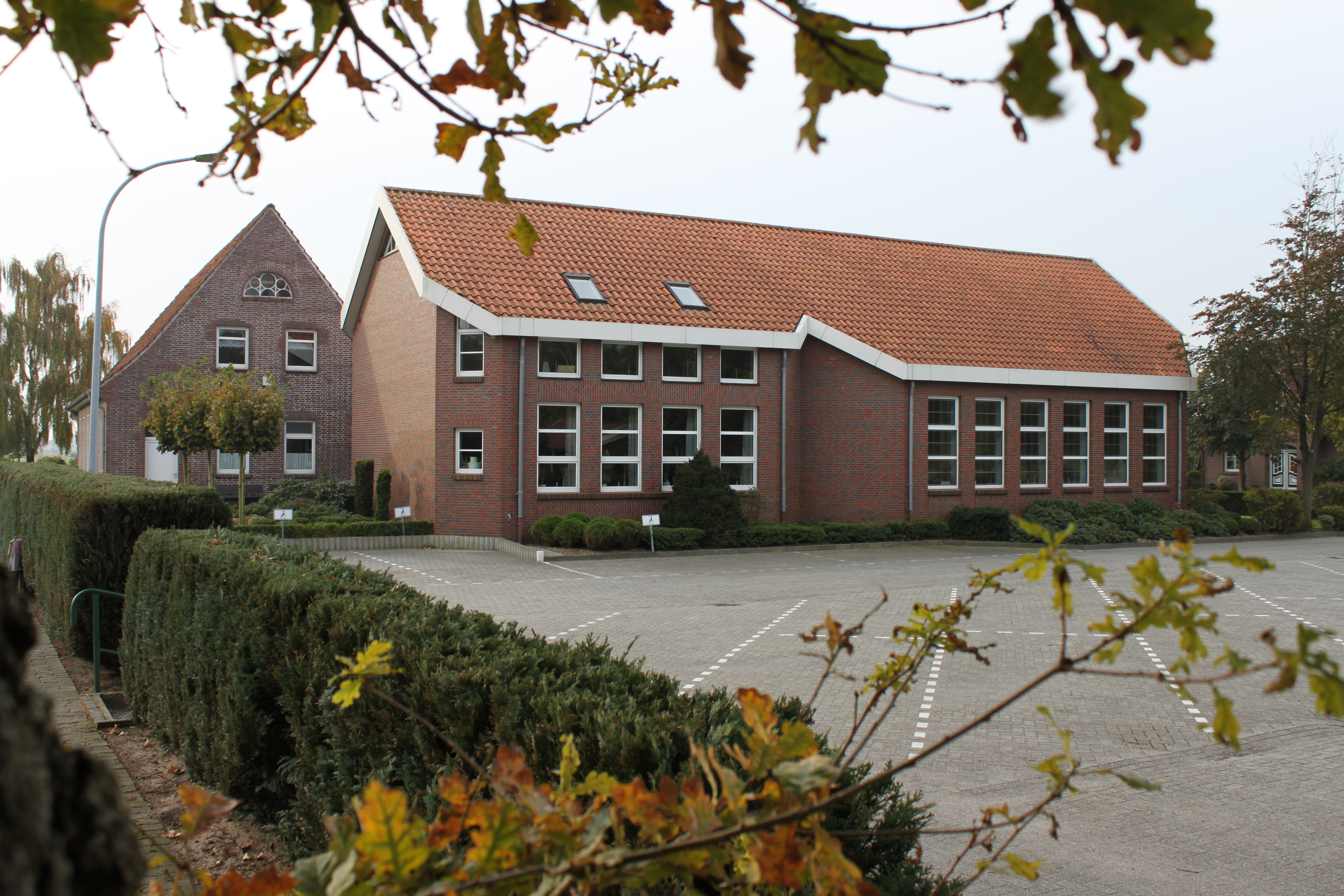
Baptistenkirche Firrel
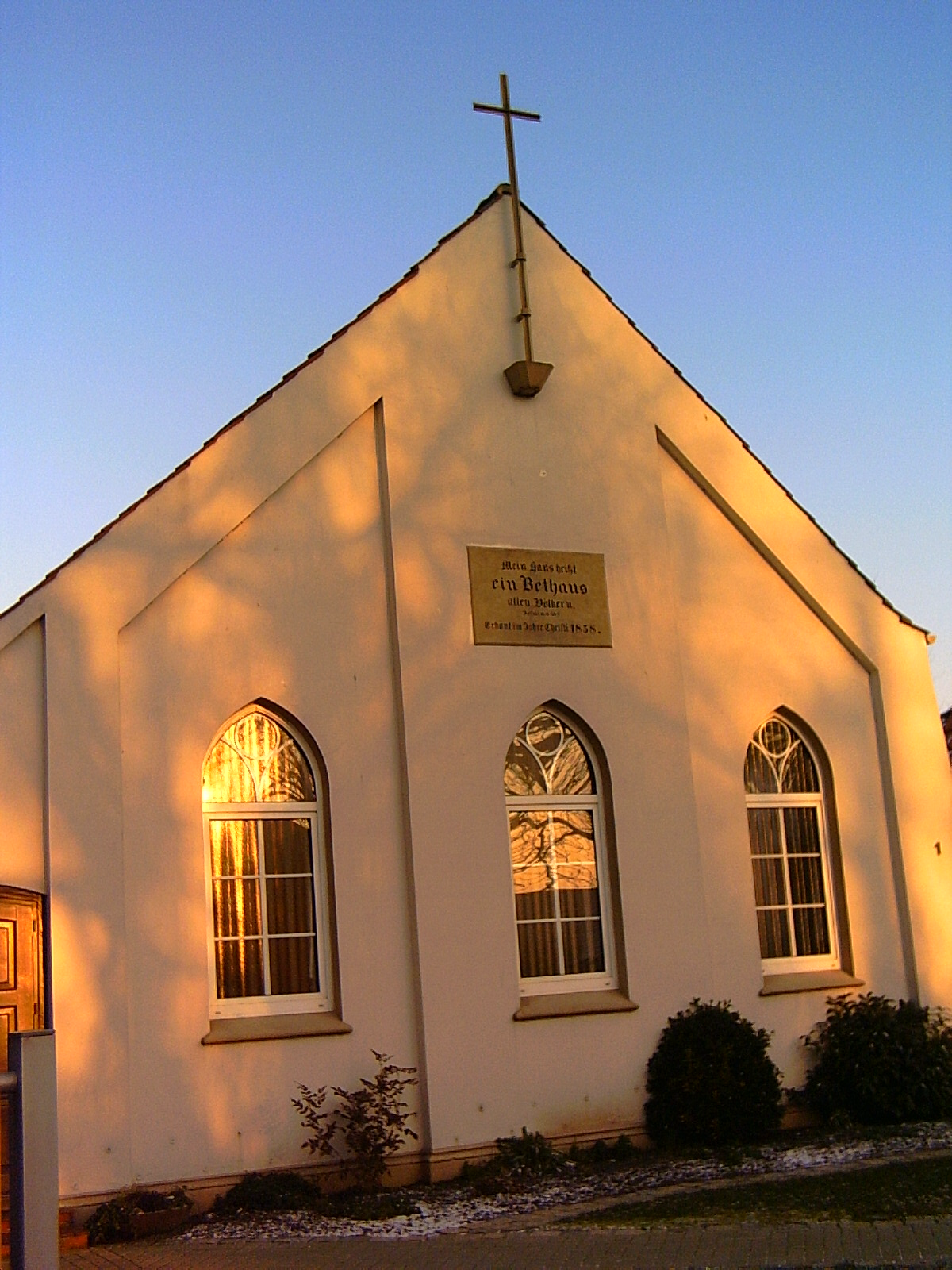
Bethaus der Baptisten in Jever (erbaut 1858)
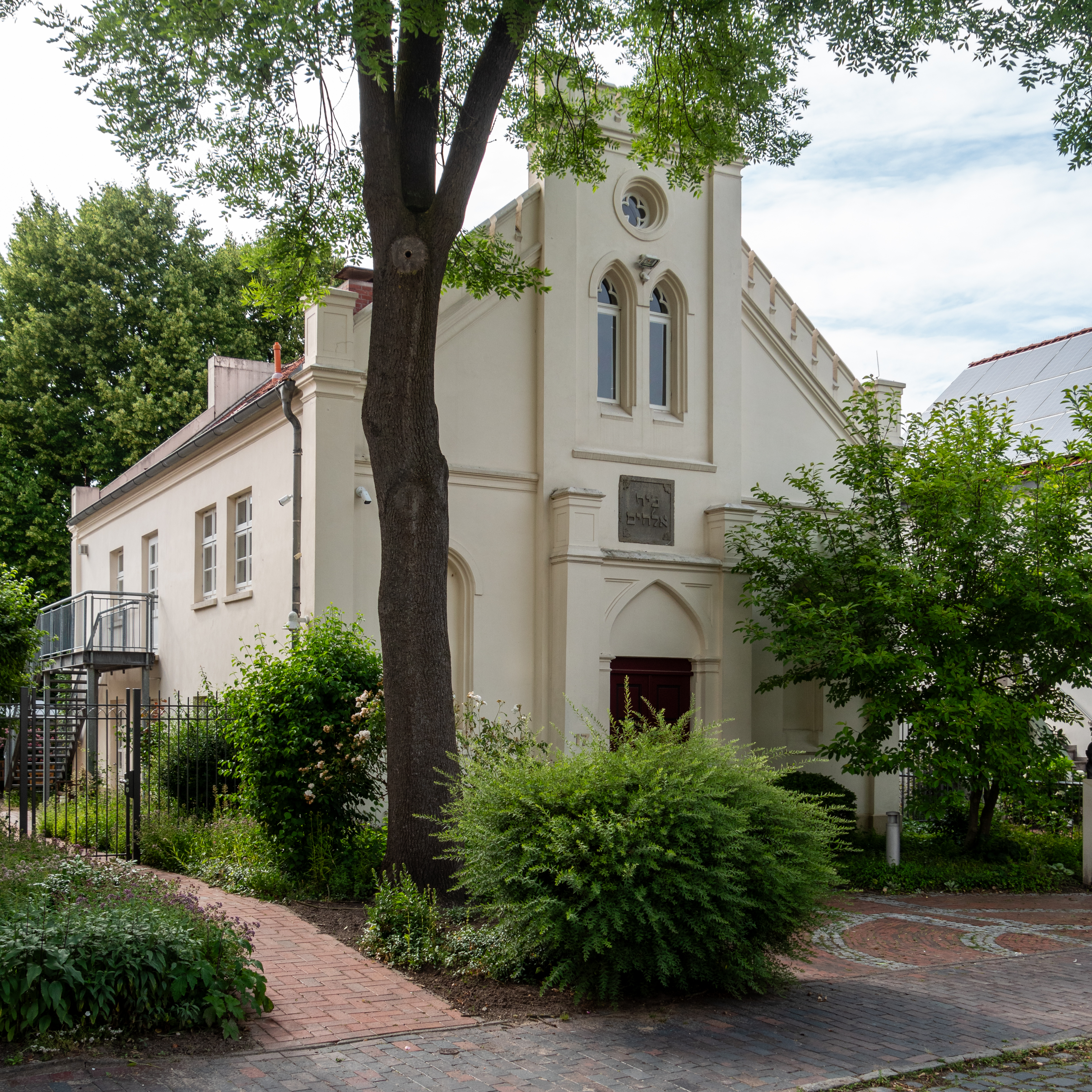
Erste Oldenburger Baptistenkapelle (heute Synagoge)
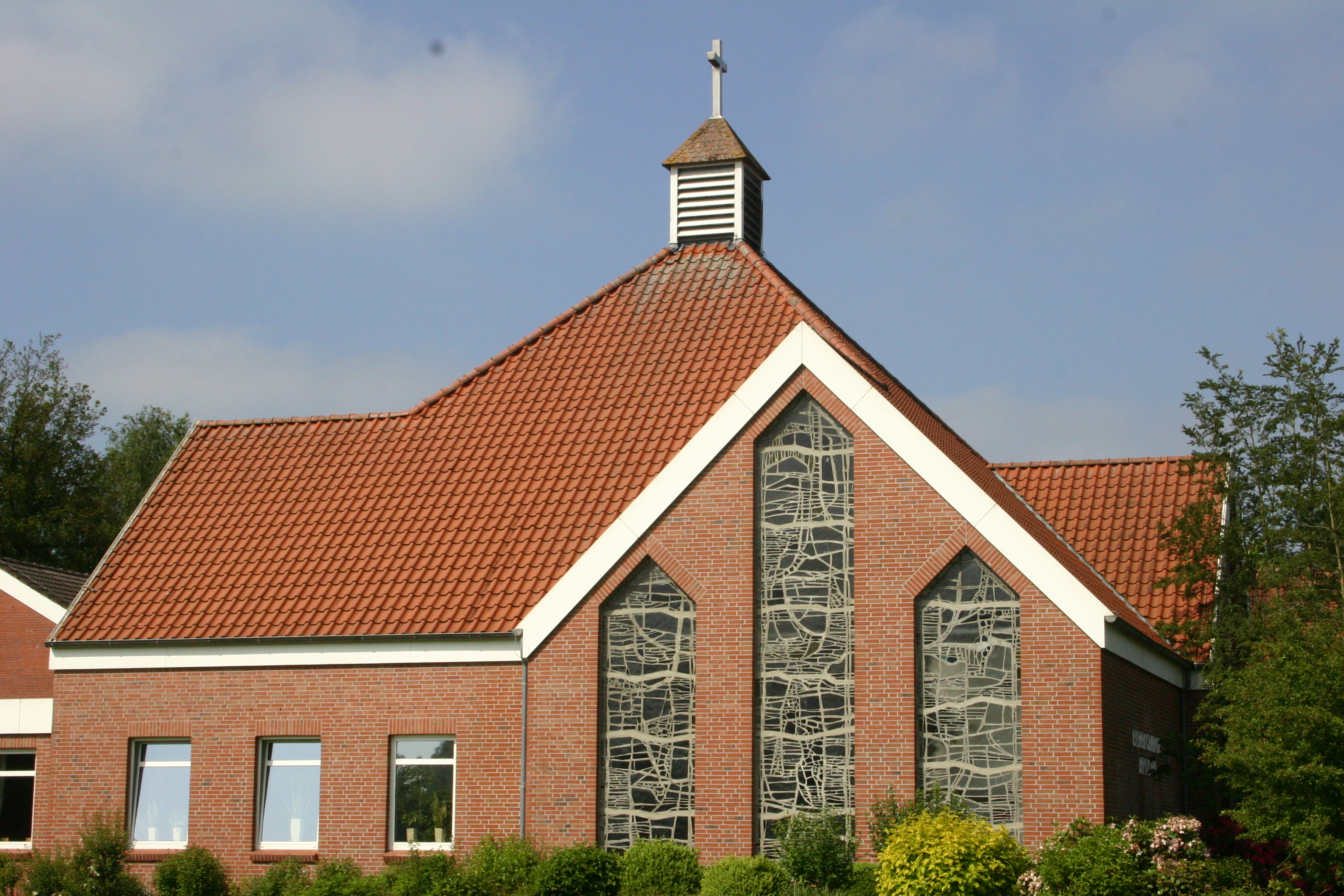
Baptistenkirche Westoverledingen-Ihren – Muttergemeinde der ostfriesischen Baptisten
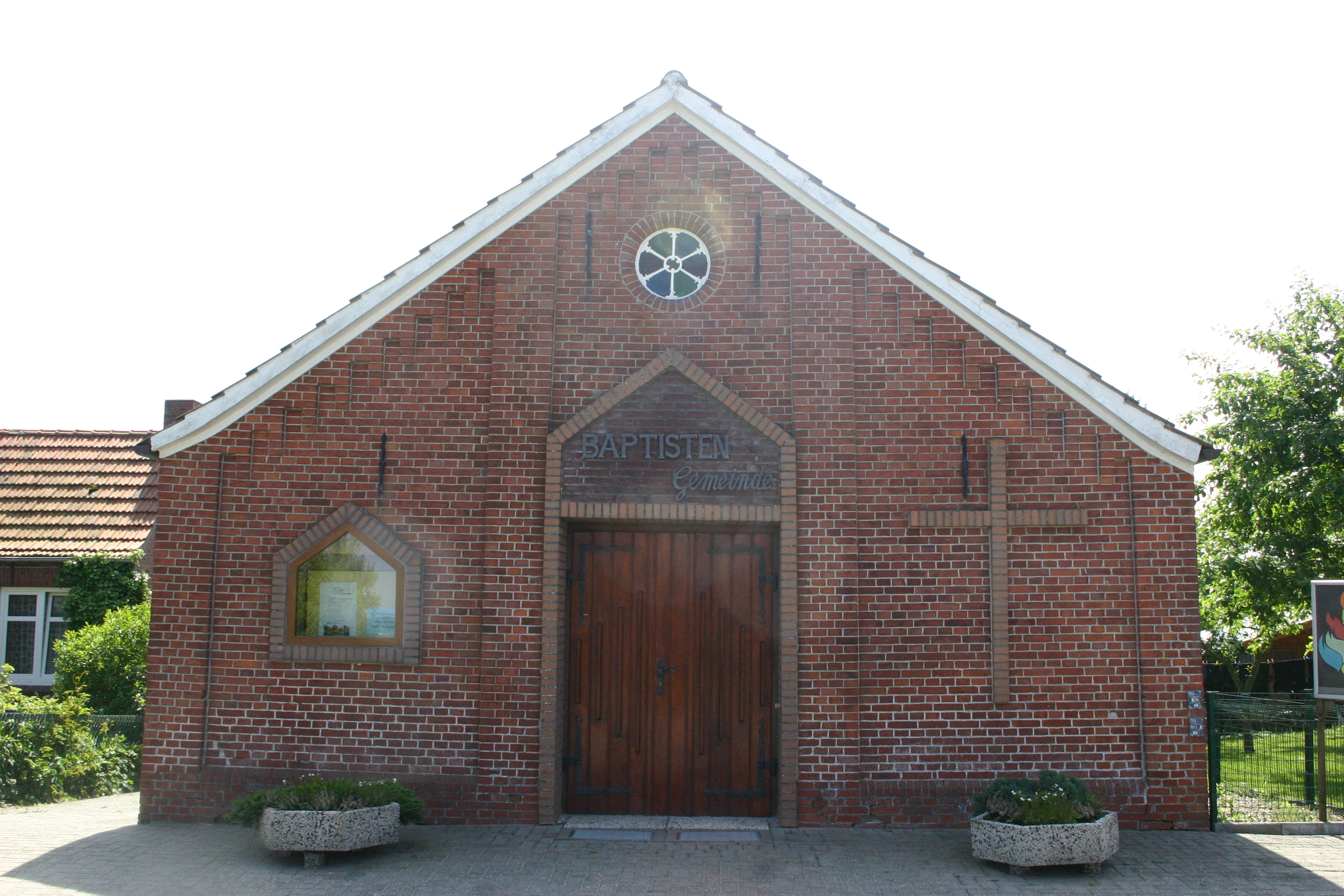
Baptistenkapelle Ditzumerverlaat
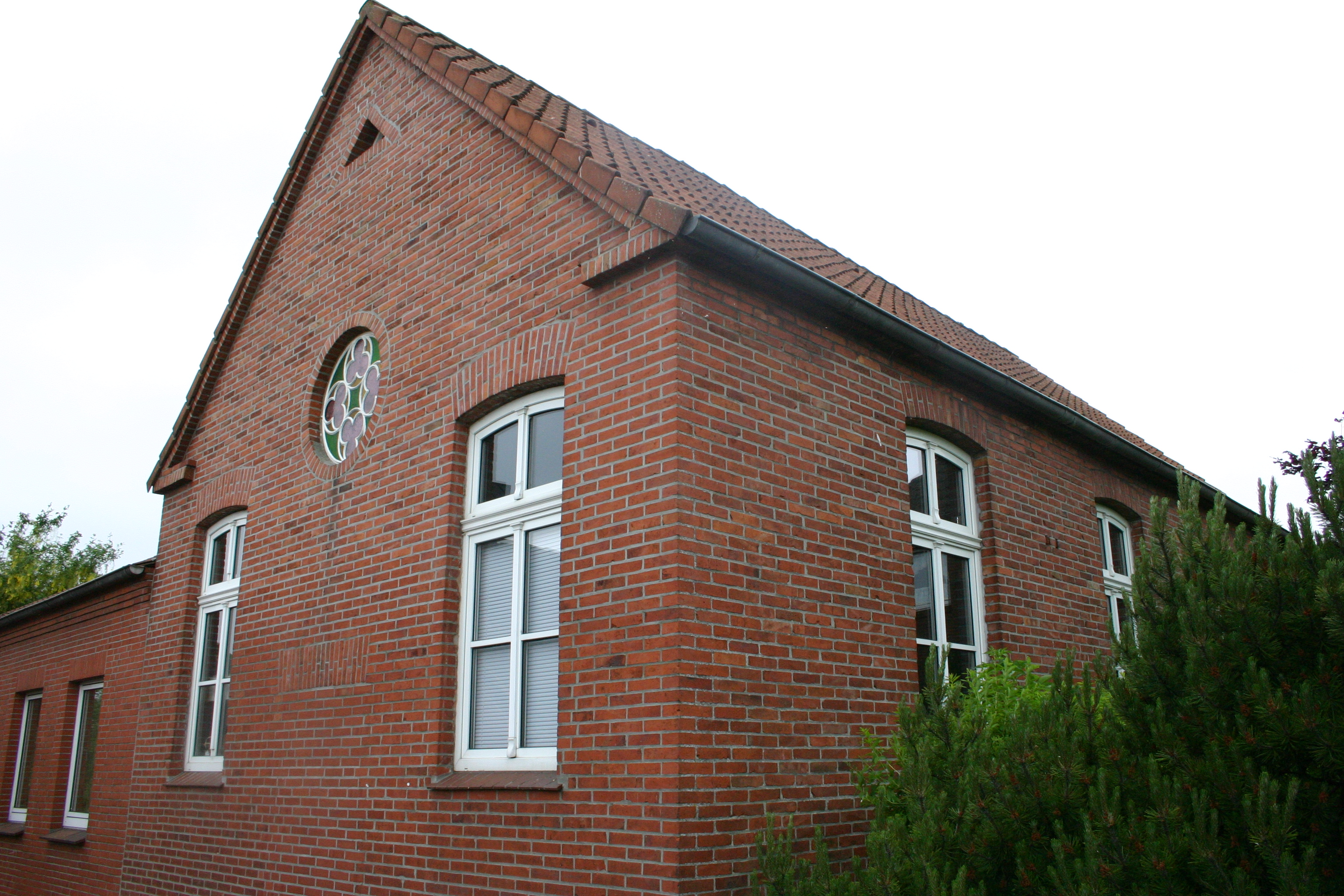
Baptistenkapelle Krummhörn-Jennelt
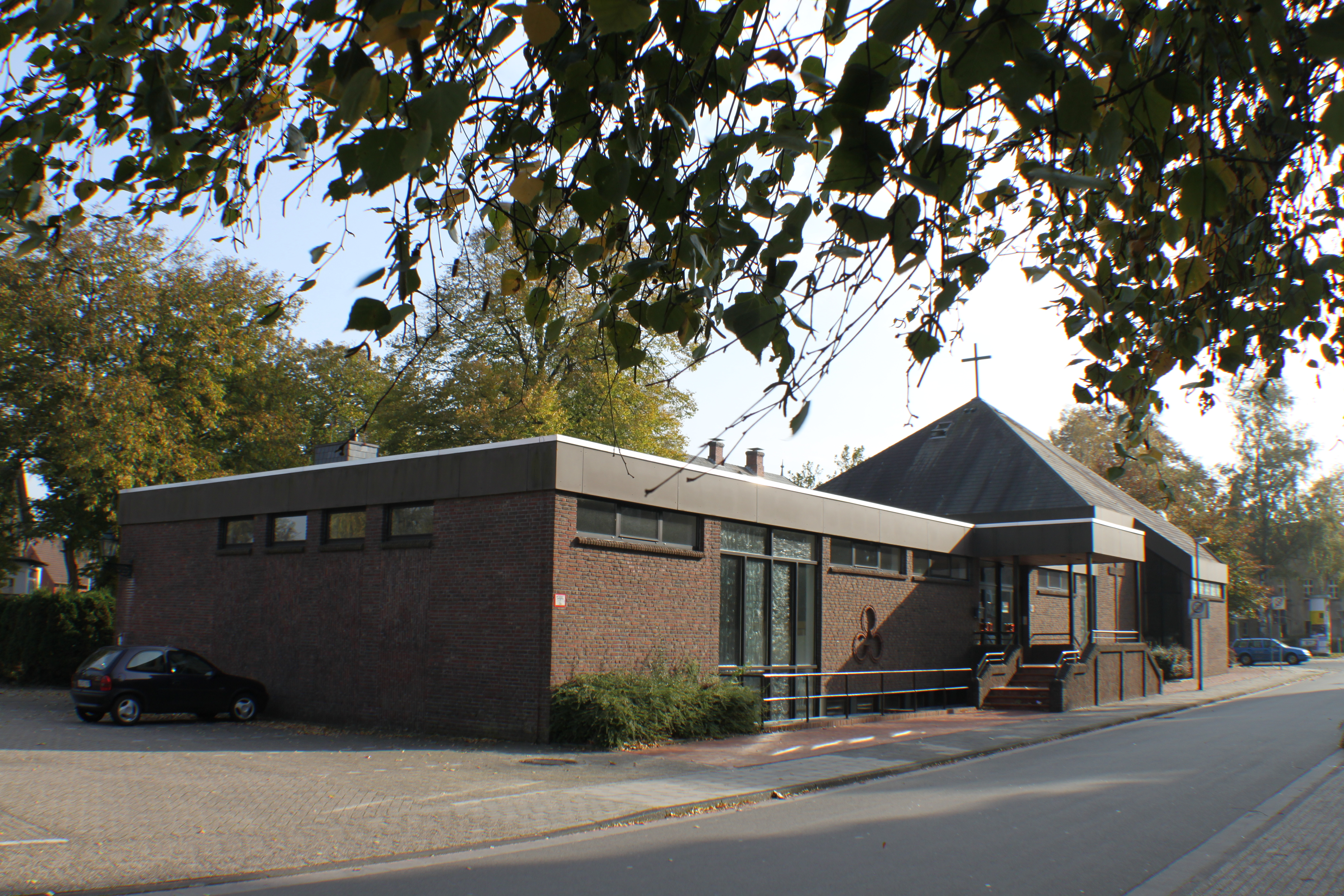
Baptistenkirche Leer (Ostfriesland)
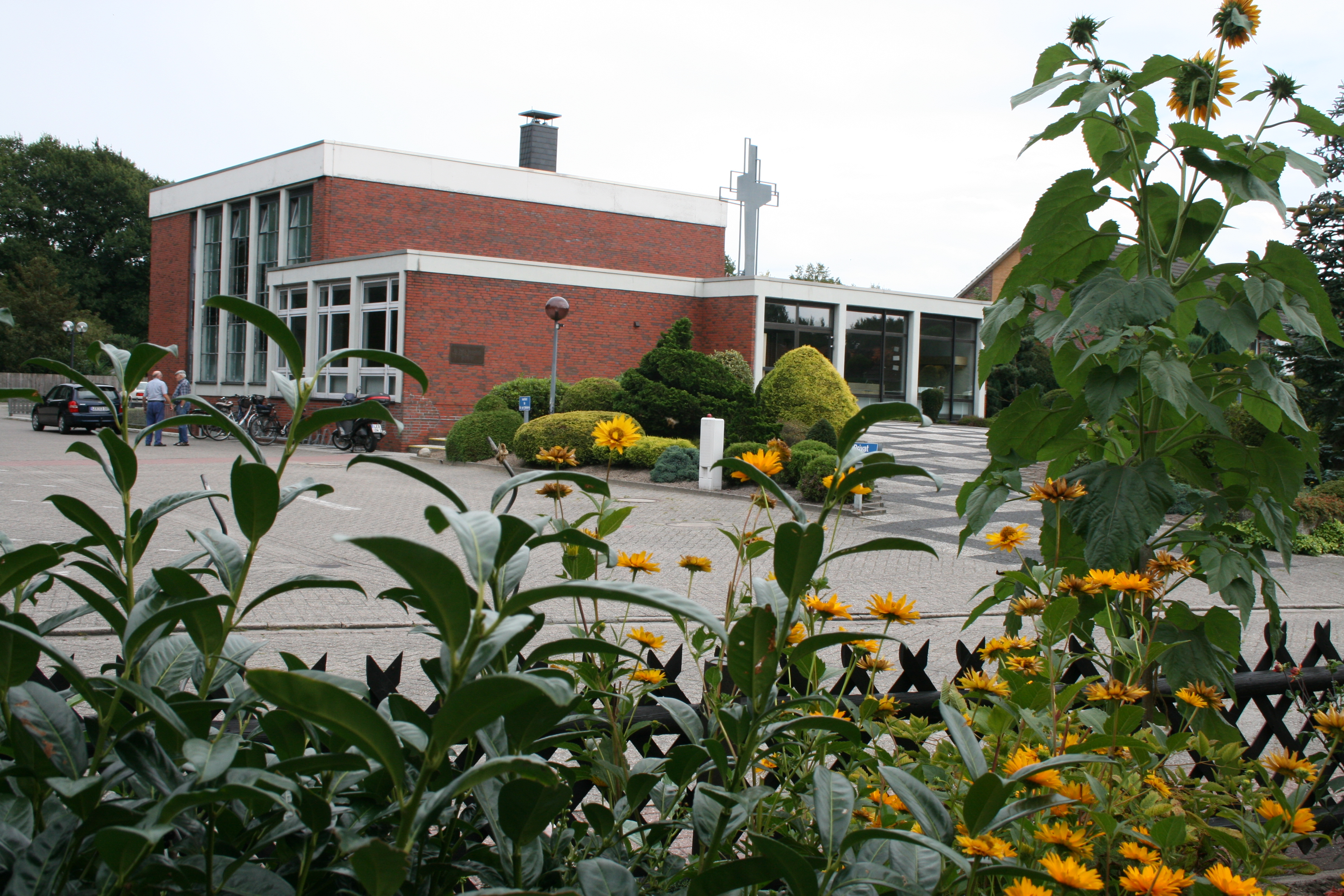
Baptistenkirche Remels
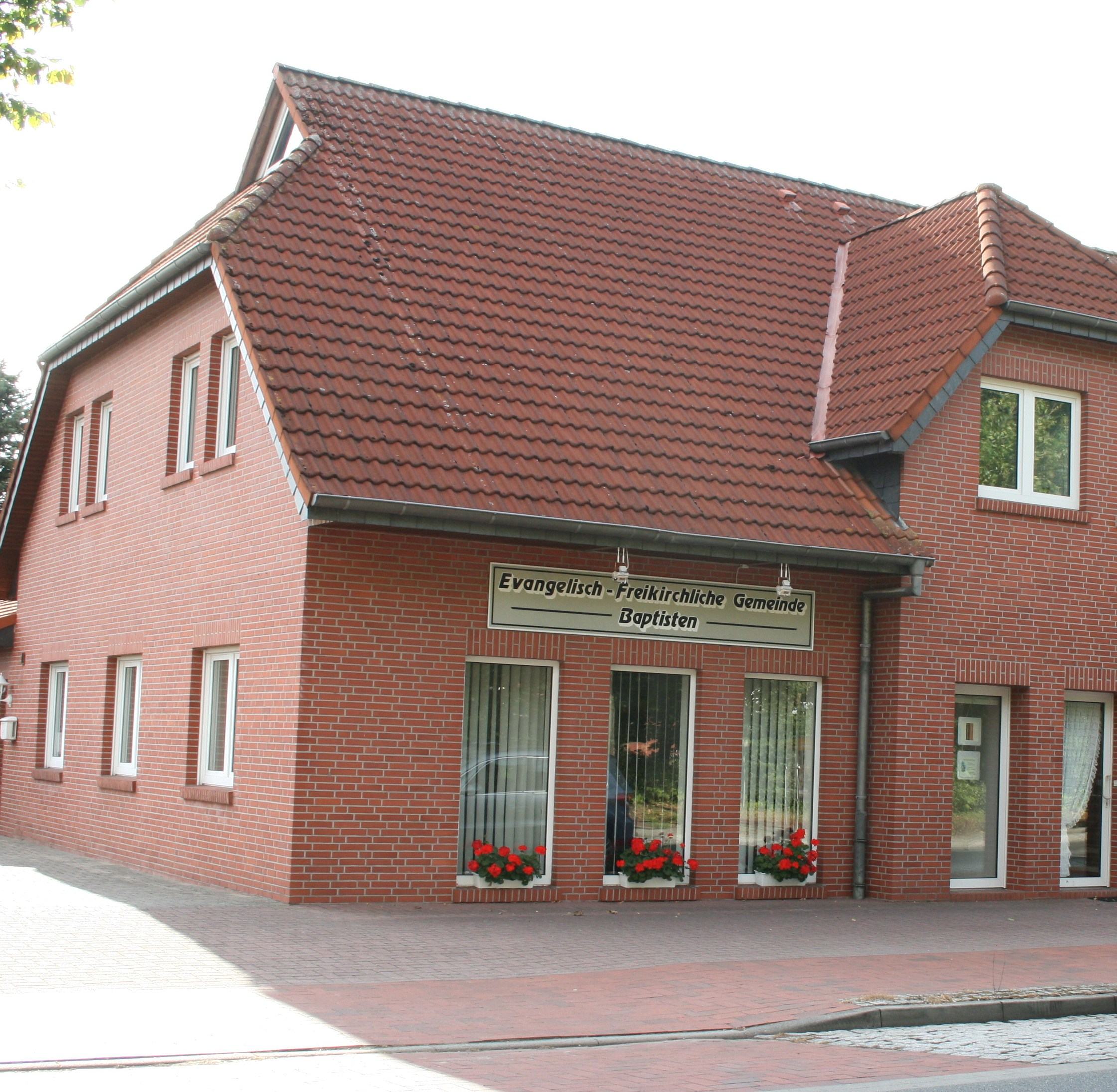
Baptistische Ladenkirche Sedelsberg
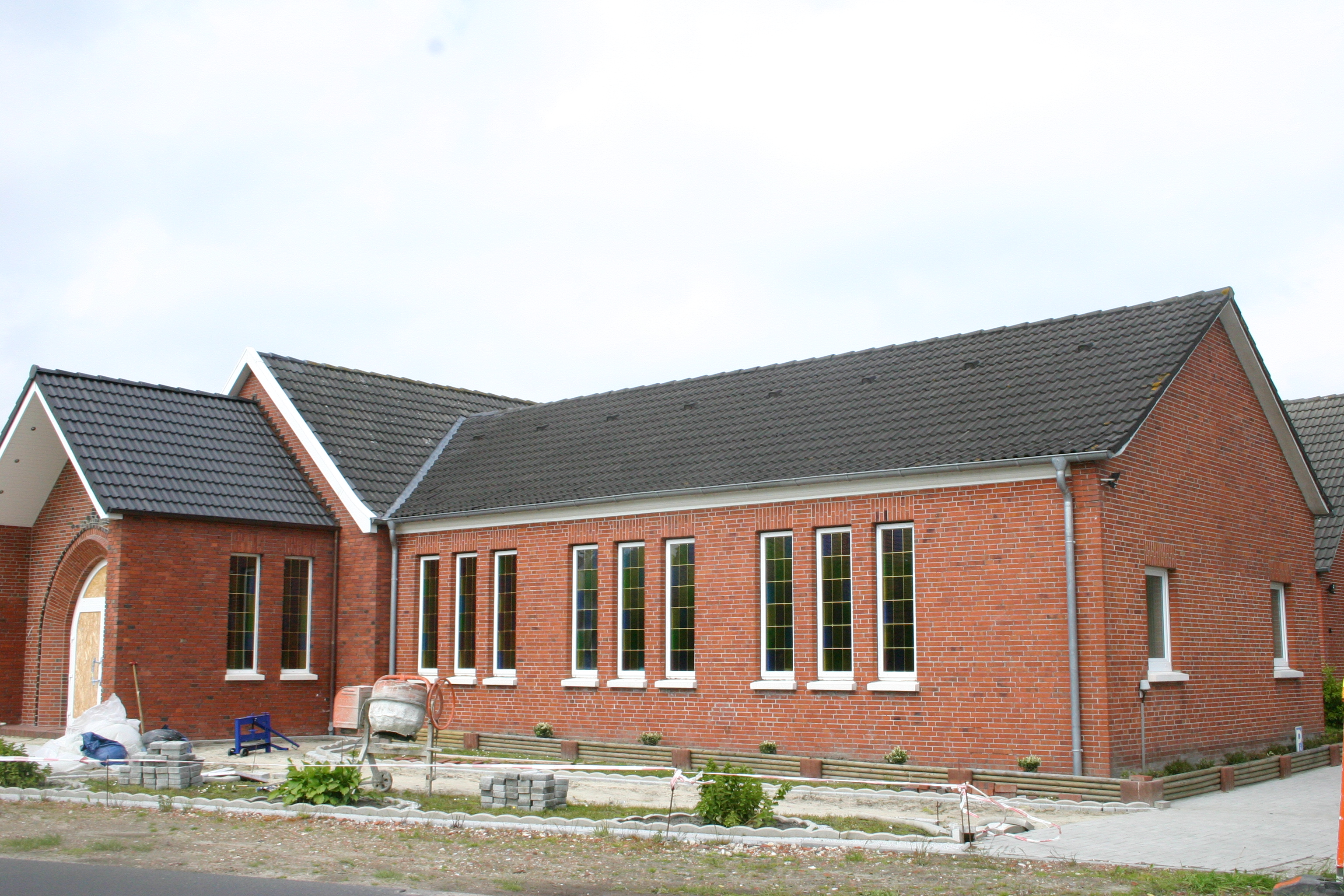
Baptistenkapelle Südbrookmerland-Moorhusen (Erweiterungsbau)
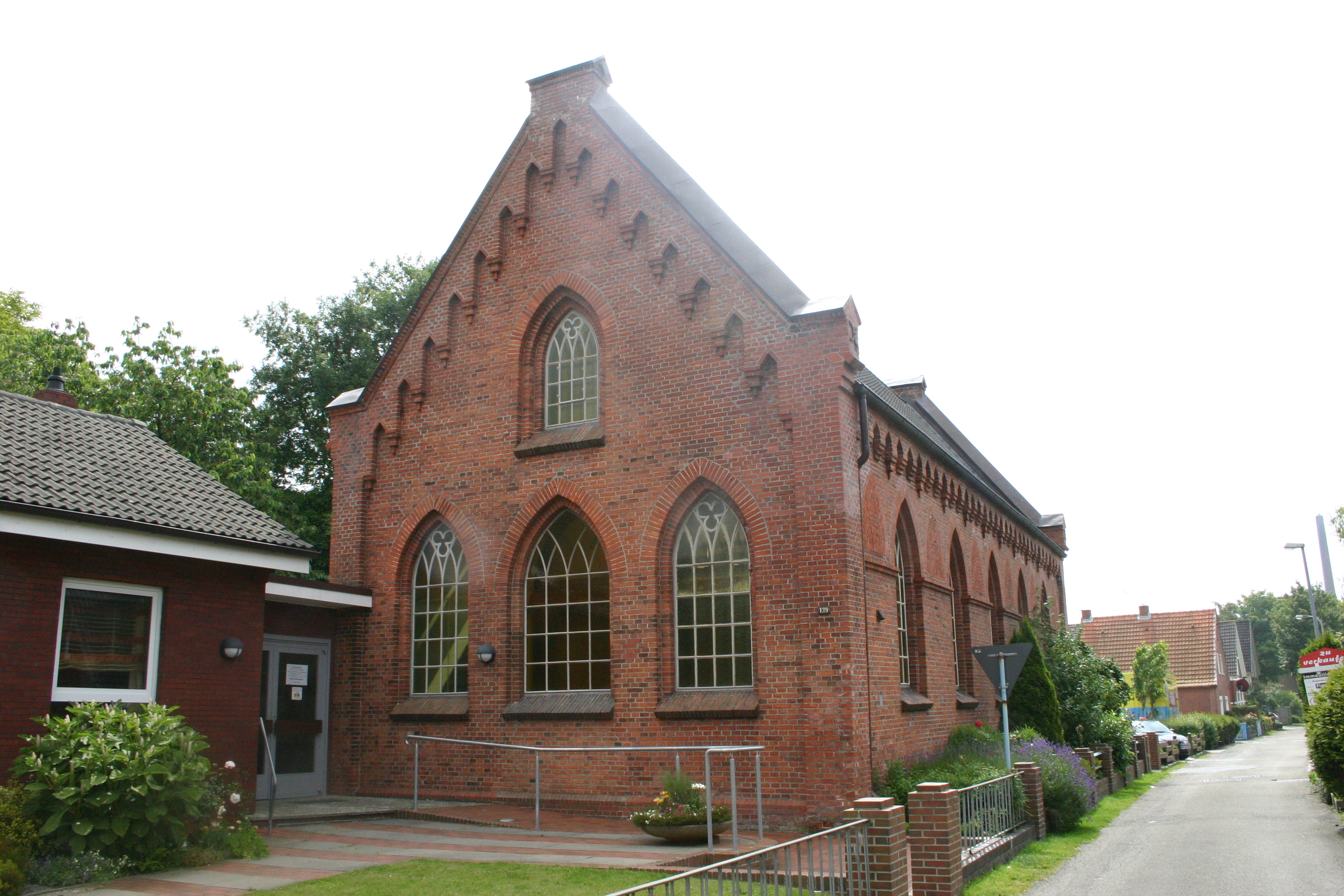
Christuskirche Norden (Ostfriesland)
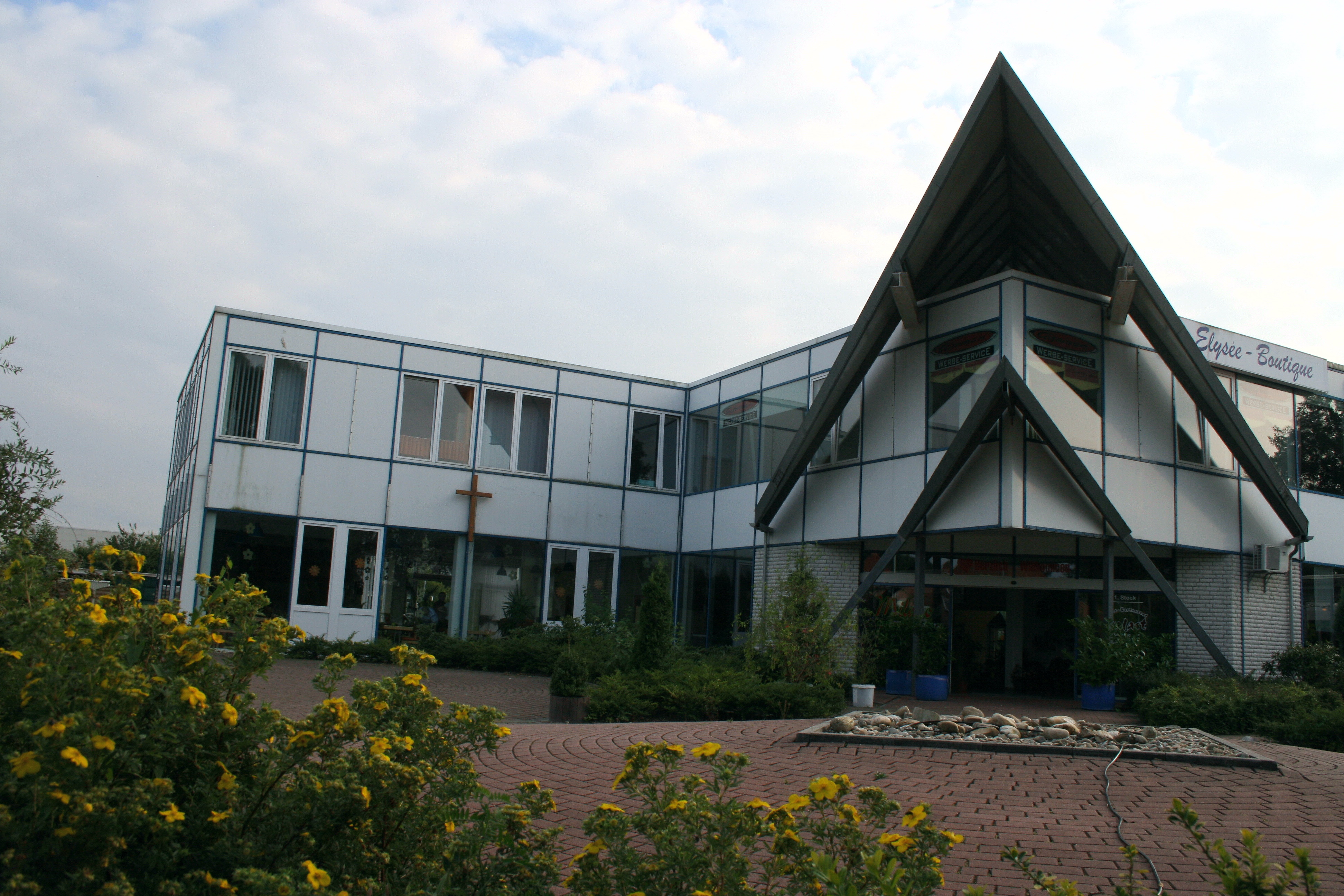
Baptistisches Gemeindezentrum Ostrhauderfehn
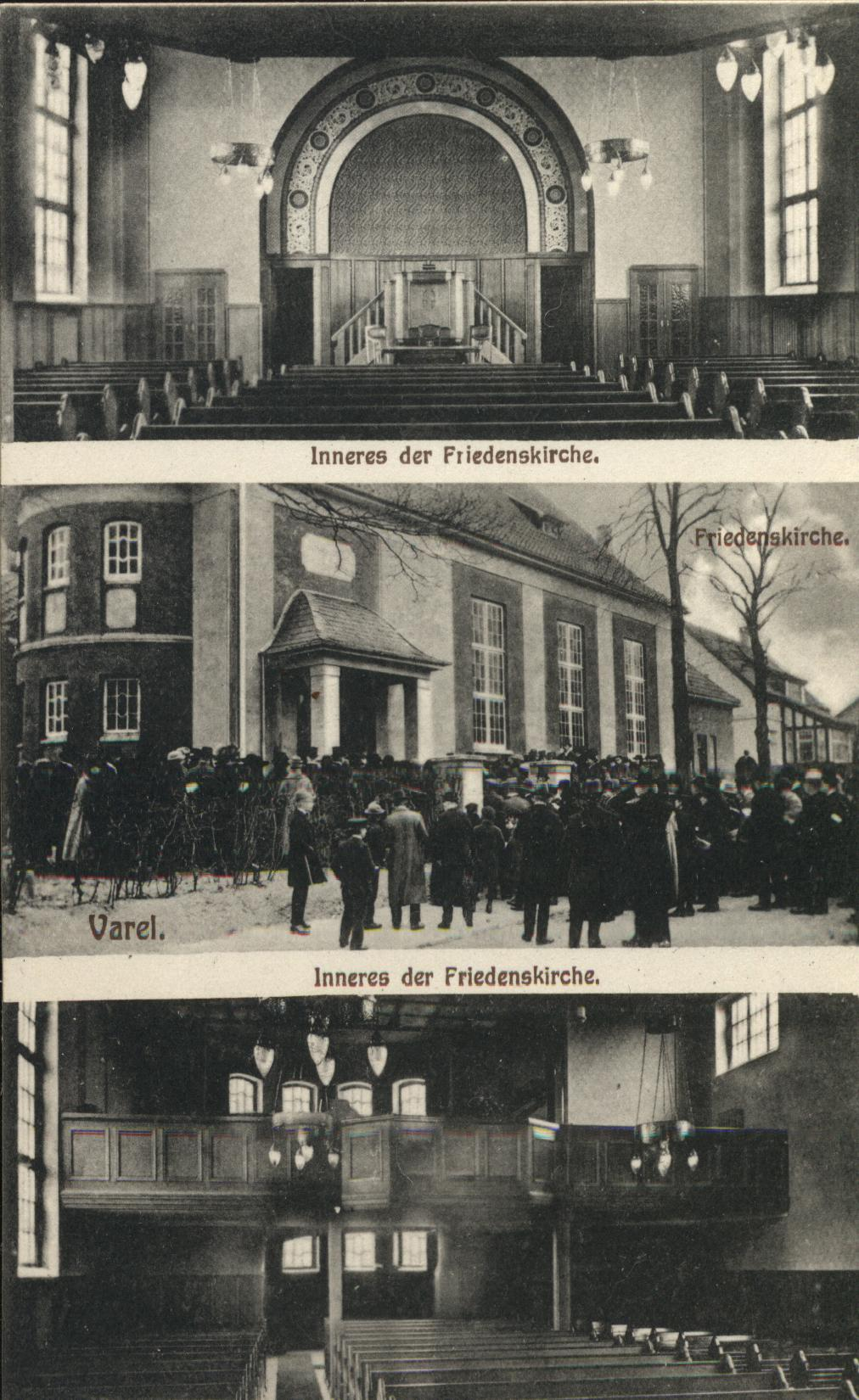
Friedenskirche der Baptistengemeinde Varel (alte Ansichtskarte)
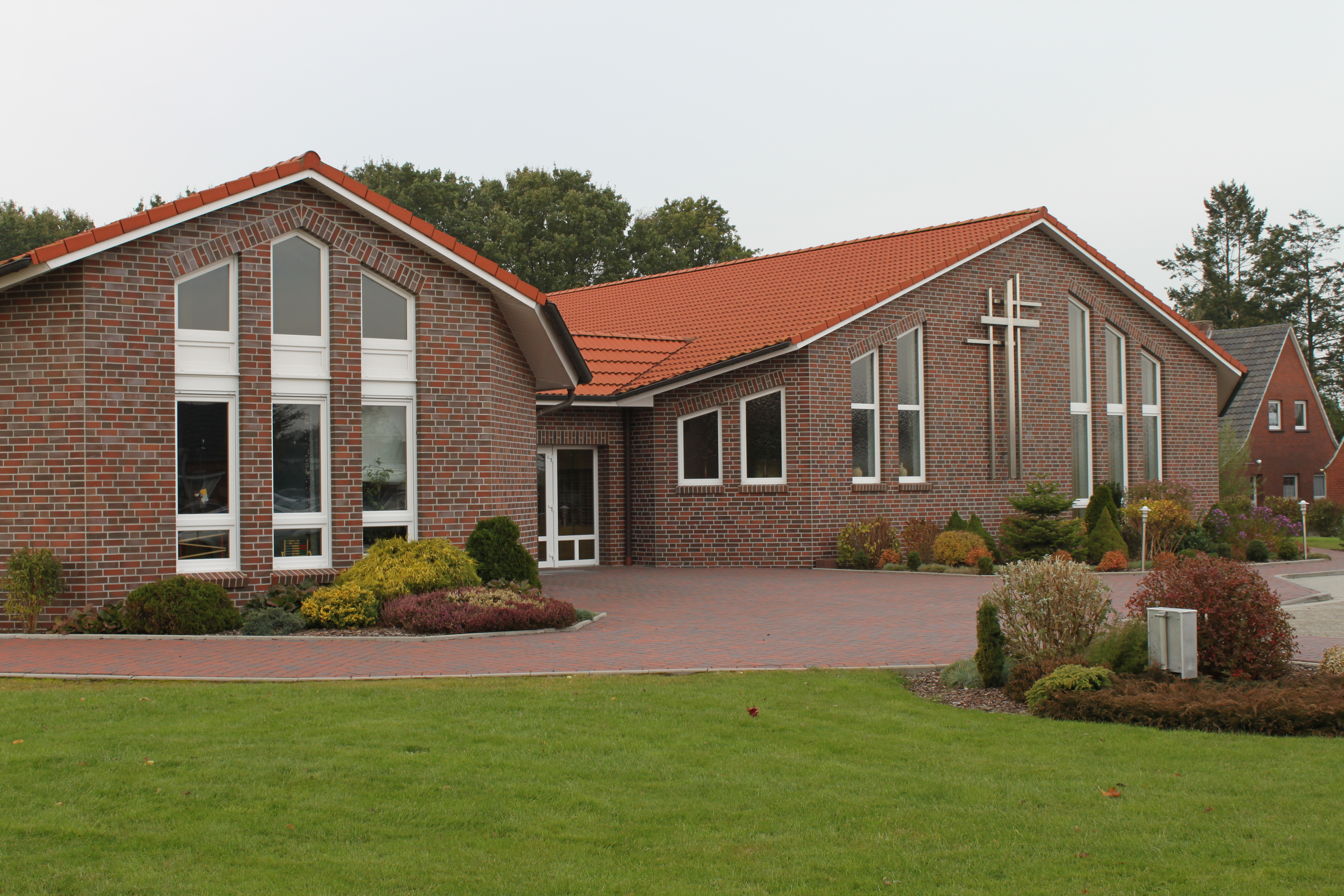
Baptistenkirche Veenhusen
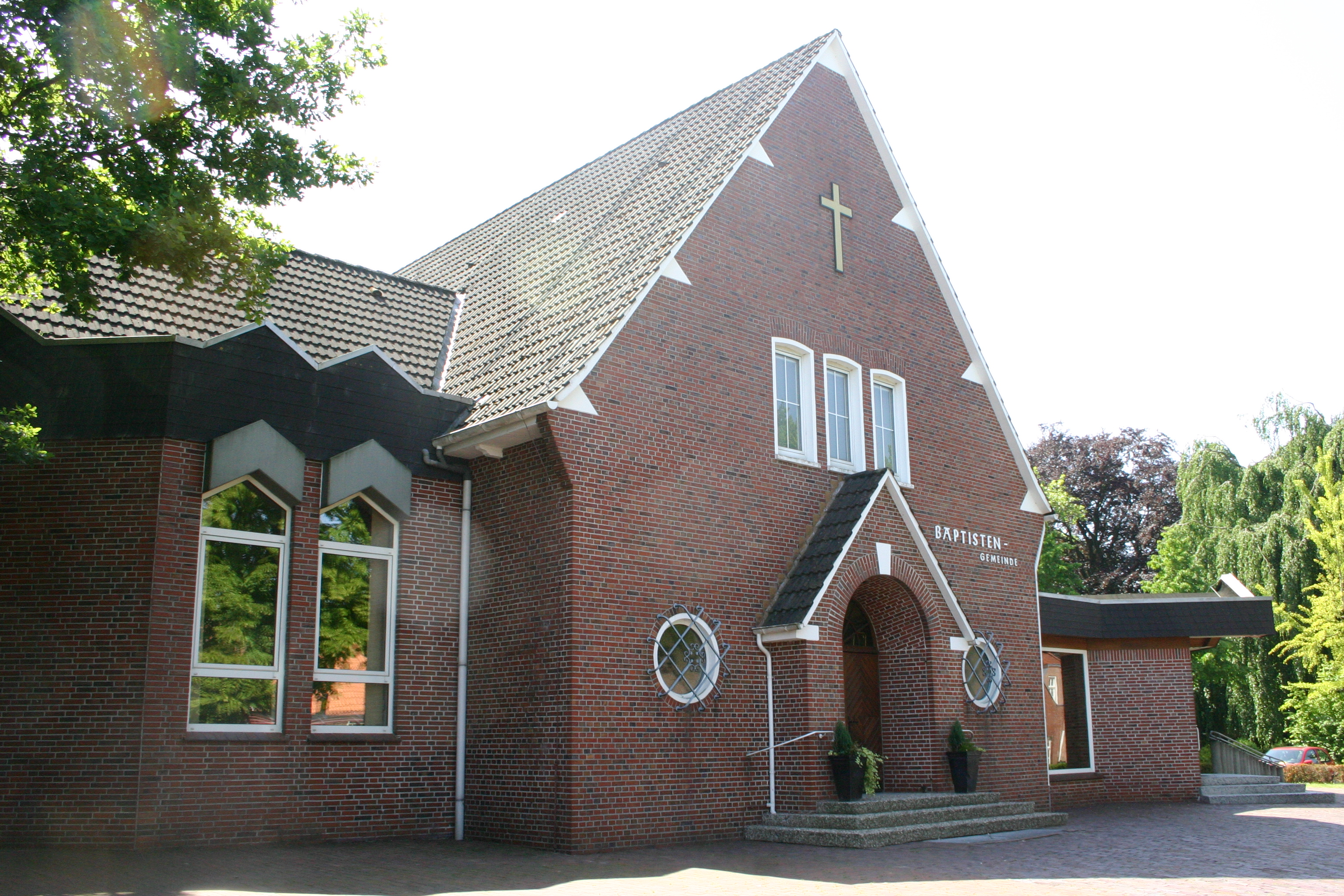
Baptistenkapelle Weener
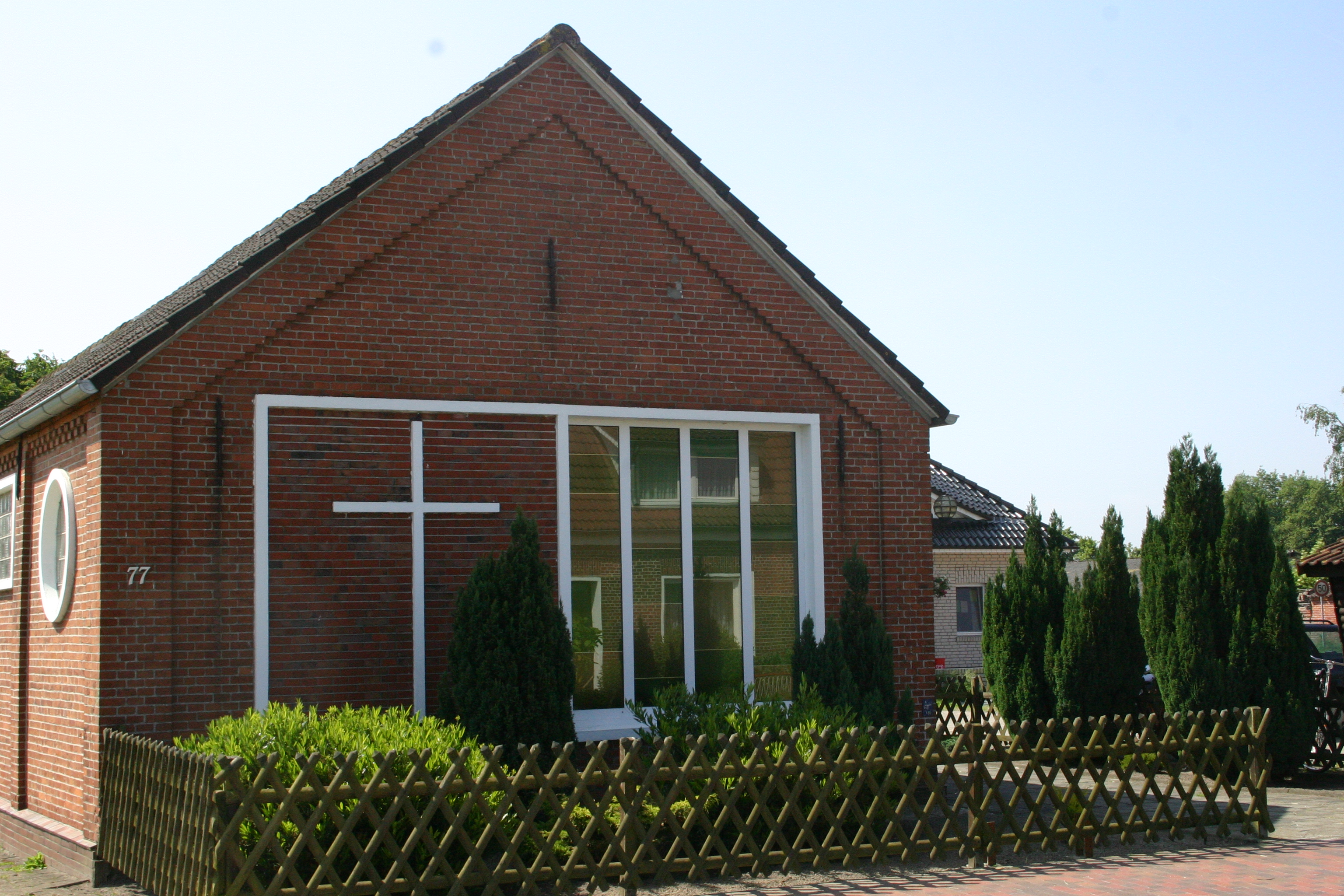
Baptistenkapelle Wymeer
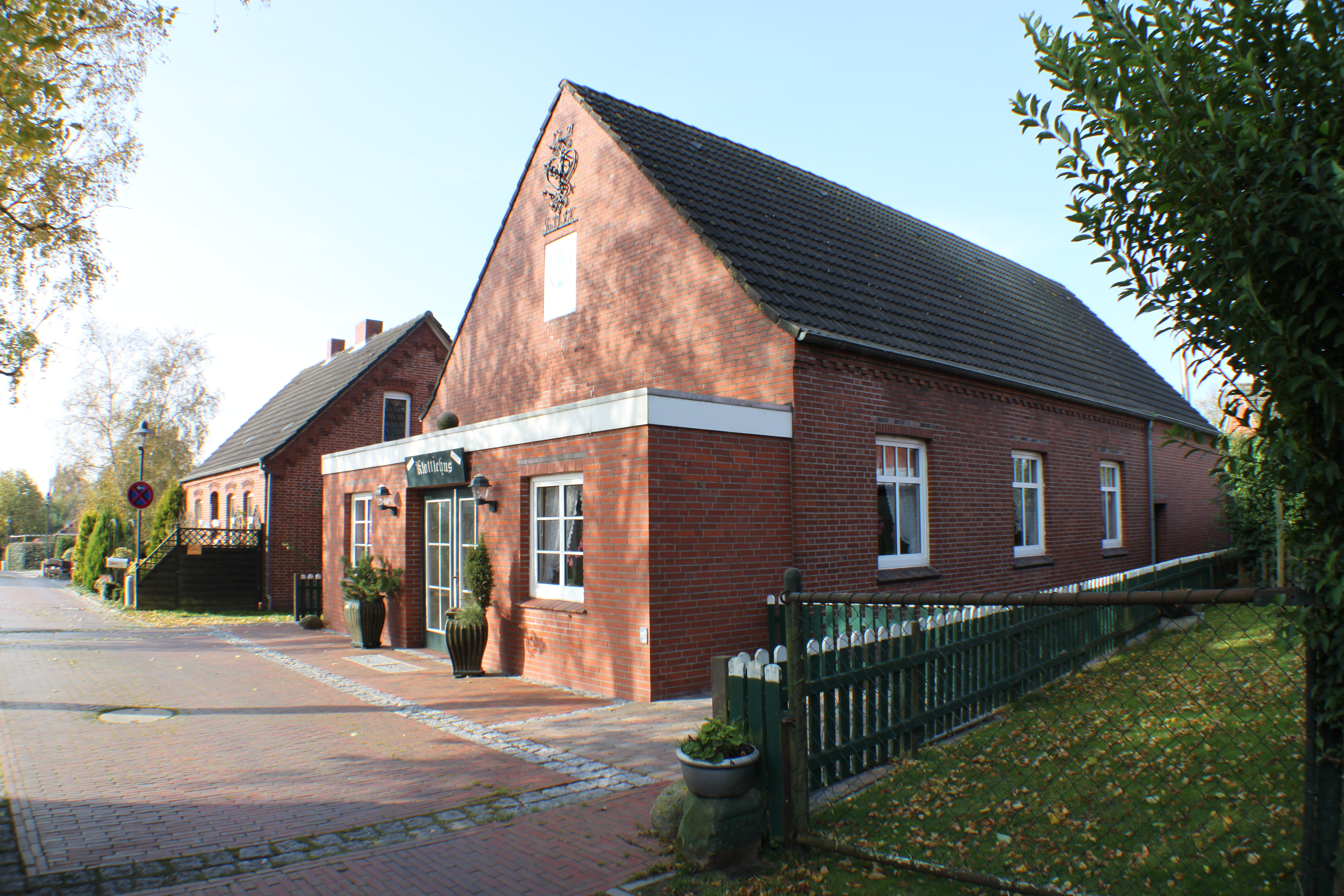
Ehemalige Baptistenkirche Oldersum, heute Heimatstube „Klottjehus“
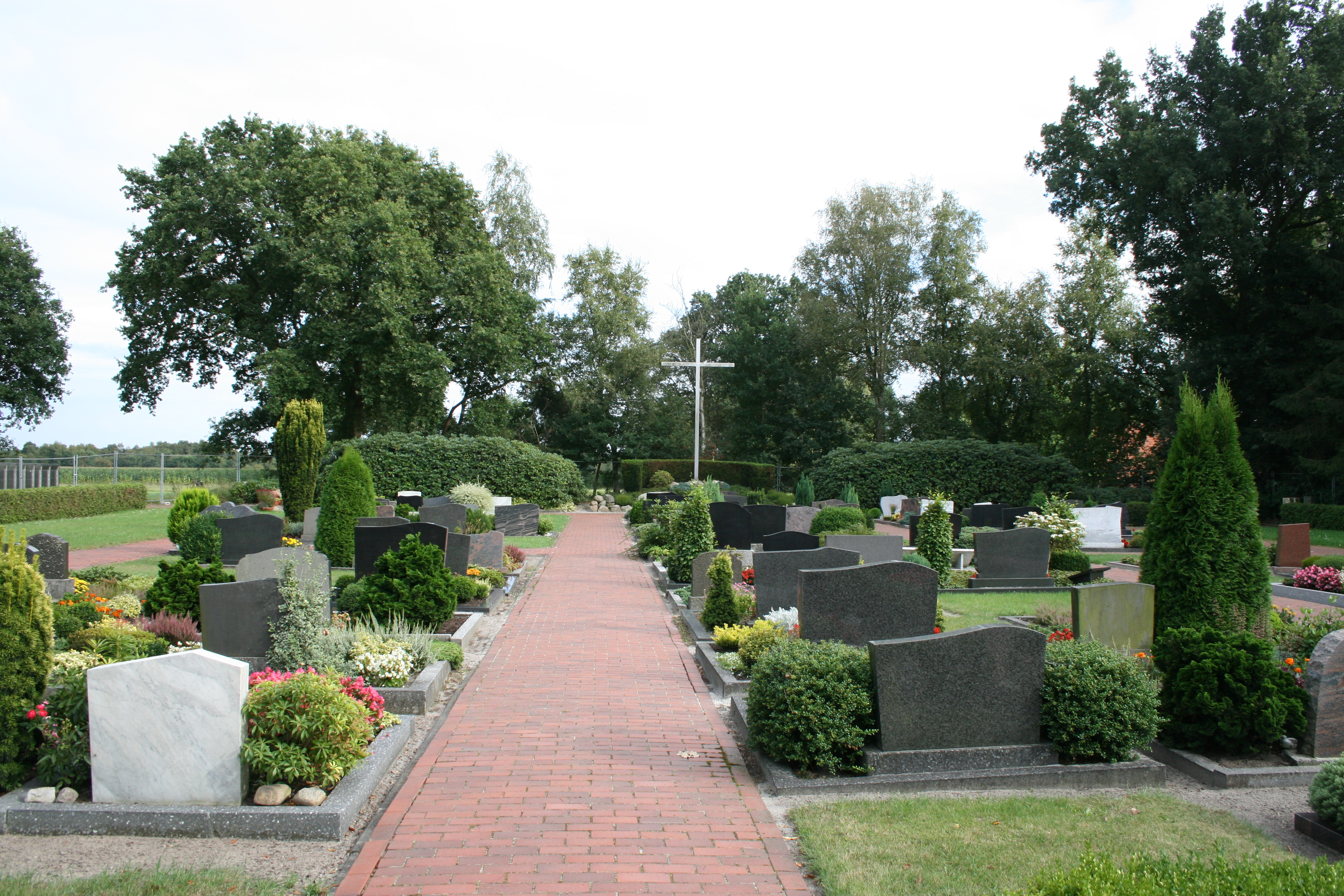
Baptistischer Friedhof Barßel-Reekenfeld